# Stephensia bynumii
Stephensia bynumii är en svampart som beskrevs av Trappe, Bushnell & Castellano 1997. Stephensia bynumii ingår i släktet Stephensia och familjen Pyronemataceae.   Inga underarter finns listade i Catalogue of Life.